# Halimba
Halimba es un pueblo ubicado en el distrito de Ajka, en el condado de Veszprém, Hungría.

## Superficie
Posee una superficie de 12,62 kilómetros cuadrados.

## Demografía
Hasta 2019 la población era de 1172 habitantes, con una densidad de población de 92,87 habitantes por kilómetro cuadrado.